# Gräberfeld von Järvsta

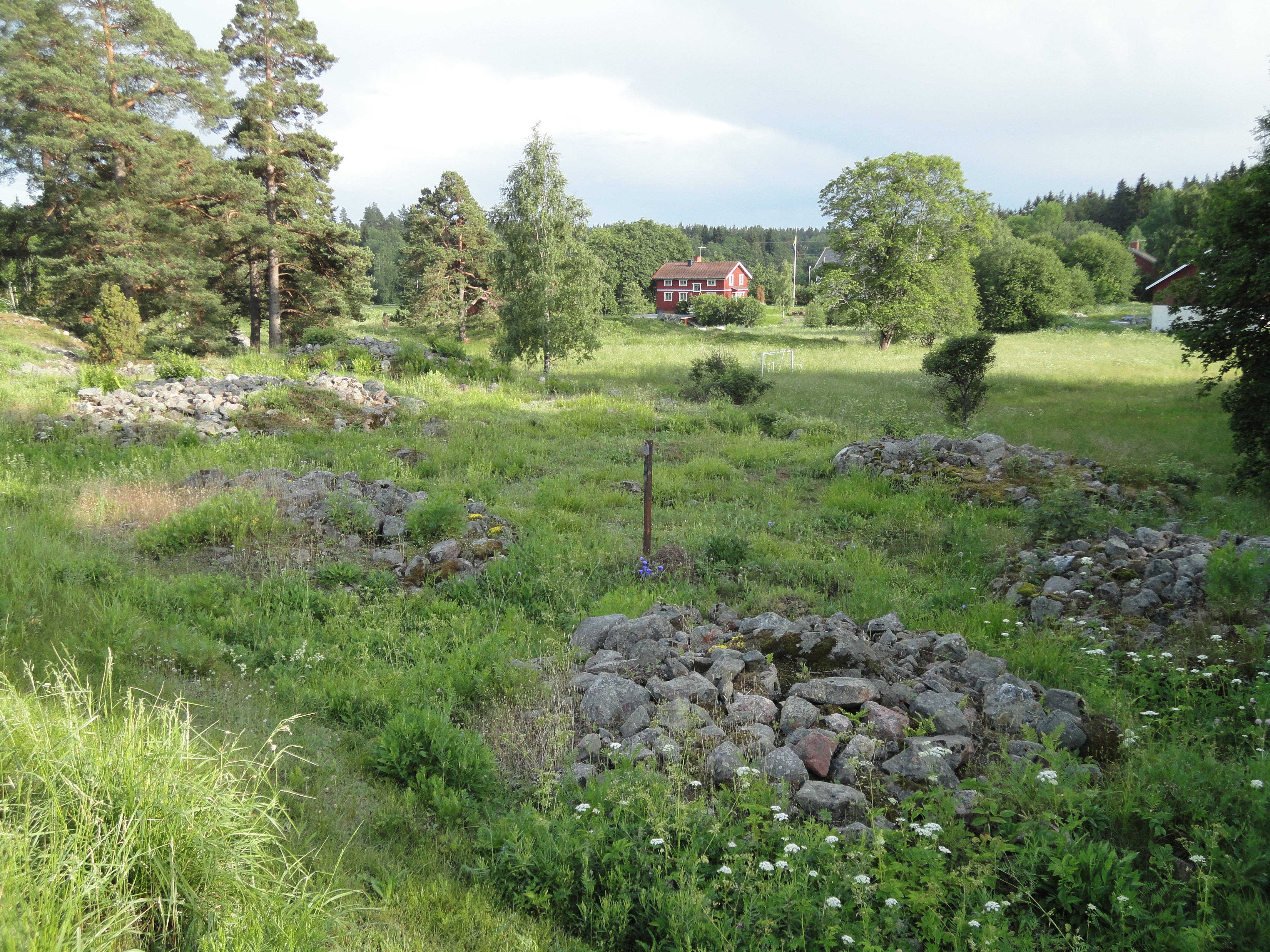
Das Gräberfeld von Järvsta mit Blick nach Süden

Das Gräberfeld von Järvsta ist ein wikingerzeitliches Gräberfeld bei Gävle im schwedischen Gästrikland. Der Belegungszeitraum umfasst die Jahre 800 bis 1050 n. Chr. Das Gräberfeld steht unter Denkmalschutz und ist mit den umgebenden Trockenrasen von Reichsinteresse für den Naturschutz.

## Gräberfeld

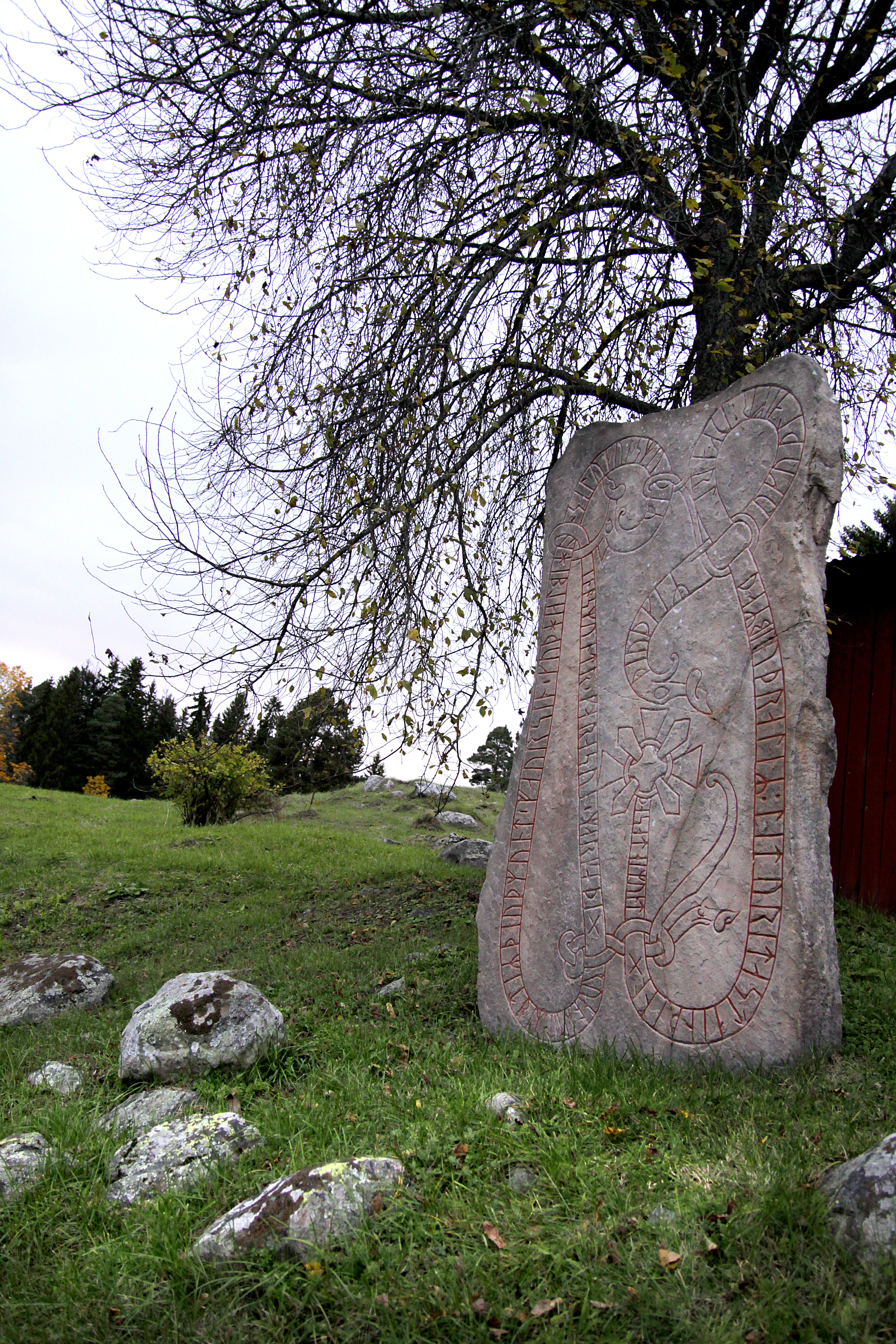
Runenstein von Järvsta (Gä 11)

Ursprünglich lag das Gräberfeld beiderseits einer kleinen Provinzstraße von Gävle in Richtung Furuvik, etwa 2,5 km hinter Gävle. Als die Straße ausgebaut wurde, planierte man den nördlichen Teil. Der verbliebene südliche besteht aus etwa 30 Steinsetzungen und fünf Rösen, also Steinhügelgräber, die von einem Steinring zusammenhalten werden.
Die ersten Kartierungen und Untersuchungen erfolgten im Jahre 1927 durch A. Enqvist (1886–1973). Von den bei der Ausgrabung im Jahre 1957 untersuchten Gräbern ließen sich einige anhand der Funde datieren. Da die Begräbnissitten seit dem 8. Jahrhundert im Umbruch waren, liegen hier vorchristliche Brandgräber unmittelbar neben christlichen Skelettgräbern. Die älteren Gräber sind typisch für die Zeit vor der Christianisierung Schwedens, während der benachbarte Runenstein aus dem 11. Jahrhundert eine christliche Inschrift trägt. Die Grabbeigaben lassen Unterschiede zwischen vorchristlichen und christlichen Begräbnissitten erkennen. Gefunden wurden unter anderem Waffen, Schmuck, Silbermünzen Tuch (vermutlich aus Syrien) und ein Kamm.

## Runenstein
Im Süden des Grabfeldes steht ein, von der bildlichen Komposition her nüchterner, der Spätphase des Grabfeldes (11. Jahrhundert) zuzuordnender Runenstein (Gä11 - Gävle 345:1) aus Gävlesandstein an seinem ursprünglichen Platz. Er trägt ein christliches Tatzenkreuz ✠ und die Inschrift:
„Tjudger, Gudleif und Karl. Alle diese Brüder ließen diesen Stein errichten nach Tjudmund ihrem Vater. Gott helfe seiner Seele und die Mutter Gottes. Åsmund Kåresson ritzte die Runen. Als Emund saß.“
Die Bedeutung des letzten Satzes der Inschrift ist unklar. Der schwedische Linguist Otto von Friesen (1870–1942) interpretiert sie als Hinweis auf die Herrschaftszeit Königs Emund der Alte, womit der Stein vor dessen Todesjahr 1060 zu datieren wäre. Nach anderer Auffassung wurde der Stein zur Erinnerung an Emund errichtet.